# Yeol Eum Son
Yeol Eum Son (née le 2 mai 1986 à Wonju, Corée du Sud) est une pianiste classique sud-coréenne. Elle a d'abord attiré l'attention internationale lorsqu'elle est apparue en tant que soliste avec l'Orchestre Philharmonique de New York sous la baguette de Lorin Maazel en 2004. Elle a notamment reçu la Médaille d'Argent au Concours International Tchaikovsky 2011, dans lequel elle a également reçu la Meilleure Performance de Concerto de Chambre et la Meilleure interprétation de l'Œuvre Commandée.

## Biographie

### Formation
Son prend sa première leçon de piano à l'âge de trois ans et demi. Elle fait un premier récital dans la série de concerts Kumho Prodigy, en juillet 1998. À l'âge de douze ans, elle commence à étudier avec le pianiste Kim Dae-jin. À seize ans, elle entre à l'Université nationale coréenne des arts afin de poursuivre ses études de piano. À l'âge de 18 ans, elle enregistre l'intégrale des Études de Chopin (op. 10 et op. 25) pour Universal.

### Carrière
(mai 2023).
Elle a joué avec l'Orchestre Philharmonique de New York, l'Orchestre Philharmonique de Rotterdam, l'Orchestre Philharmonique tchèque, l'Orchestre Philharmonique d'Israël,  l'Orchestre Philharmonique de Tokyo, la Deutsche Radio Philharmonie Saarbrücken Kaiserslautern, NDR Radiophilharmonie, Academy of Saint Martin in the Fields, le NHK Symphony Orchestra, l'État Académique de l'Orchestre symphonique de la fédération de Russie, Seattle Symphony Orchestra, l' Orchestre du Théâtre Mariinsky et beaucoup d'autres, sous la direction de Yuri Bashmet, Karel Mark Chichon, Myung-whun Chung, James Conlon, Lawrence Foster, direction de Valery Gergiev, Dmitri Kitayenko, Lorin Maazel, Ludovic Morlot. Depuis 2006, elle a étudié avec Arie Vardi à la Hochschule für Musik und Theater, Hanovre, en Allemagne.

## Écriture
Depuis mai 2010, elle écrit une chronique mensuelle dans le JoongAng Sunday, une édition du dimanche de JoongAng Ilbo, l'un des journaux les plus lus en Corée.

## Prix
- 1997 : 2e Prix, au Concours International Tchaikovsky pour jeunes musiciens
- 1999 : 1er Prix, au Concours de piano Oberlin
- 2001 : 1er Prix, au 7e Concours de piano d'Ettlingen
- 2002 : 1er Prix, 53e Concours international Viotti
- 2005 : 3e Prix, au concours international Arthur Rubinstein
- 2008 : 1er Prix, Kissinger Klavierolymp, concours des jeunes pianistes, relié au festival Kissinger Sommer[2]
- 2009 : Médaille d'Argent et Prix Steven De Groote Memorial pour la Meilleure Performance en Musique de Chambre (partagée avec Evgeni Bozhanov), à la 30e Van Cliburn International Piano Competition[3]
- 2011 : 2e Prix, Best Chamber Concerto (Concerto de Mozart) Performance, Best Performance of the Commissioned Work (de Rodion Shchedrin) XIV International Tchaikovsky Competition[3]

## Discographie
- 2004 : Chopin, 24 Études (Universal Music)
- 2008 : Chopin, Nocturnes, pour piano et orchestre (Universal Music)
- 2009 : 13e Concours Van Cliburn : Yeol Eum Son, médaille d'argent (mai/juin 2009, Harmonia Mundi) (OCLC 762556258)
- 2012 : Yeol Eum Son, piano (O'new World Music)
- 2018 : Mozart, Concerto pour piano no 21 K. 467, Variations Lison dormait K. 264, Fantaisie K. 475 , Sonate pour piano K. 330 - Academy of St Martin in the Fields, dir. Neville Marriner (30 juin 2016 et 6 février 2017, Onyx 4186) (OCLC 1082139592)